# 아들과 딸들
《아들과 딸들》(영어: Eight Is Enough)은 ABC에서 1977년 3월 15일부터 1981년 5월 23일까지 방영한 미국의 코미디 드라마이다.
한국에서는 1980년부터 1981년까지 MBC에서 방영하였다.